# Firth of Tay
De Firth of Tay is het estuarium of firth van de Schotse rivier de Tay. Het water ligt ten noorden van de regio Fife en ten zuiden van de regio Dundee. De grootste stad, die aan het estuarium is gelegen, is Dundee. Andere plaatsen zijn Newport-on-Tay en Newburgh.
Het estuarium wordt overspannen door een brug voor autoverkeer (Tay Road Bridge) en de spoorbrug Tay Bridge, voor het onderscheid ook wel Tay Rail Bridge genoemd.
Aan het uiteinde van het estuarium nabij het stadje Tayport liggen Tentsmuir Forest en het natuurreservaat Tentsmuir Point.

## Plaatsen
- Balmerino
- Broughty Ferry
- Dundee
- Invergowrie
- Monifieth
- Newburgh
- Newport-on-Tay
- Tayport